# Ljungbackastämman

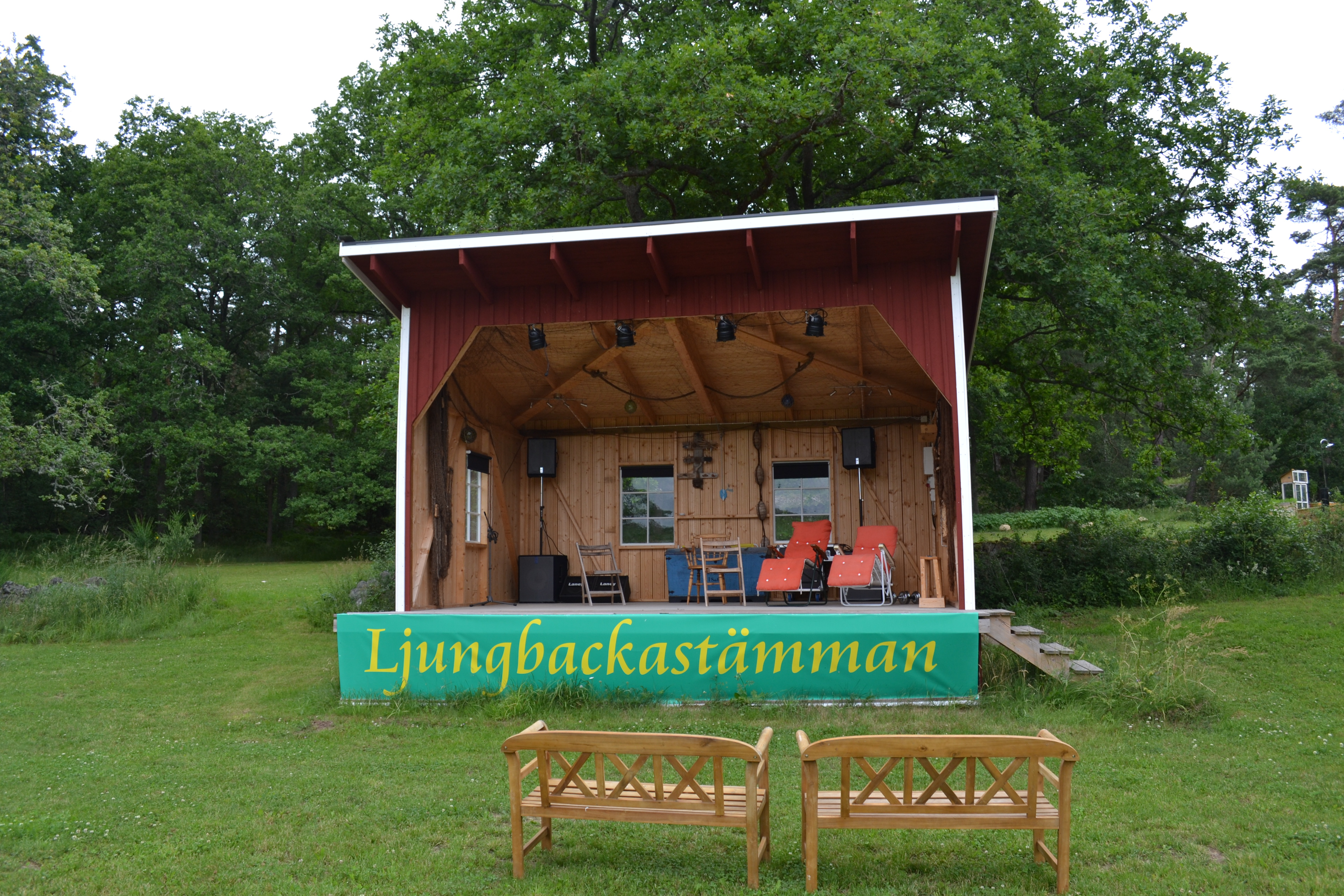
Den stationära scenen till Ljungbackastämman i Ebbalycke.

Ljungbackastämman är en spelmansstämma, grundad av Stef Sigfalk-Sandberg, som hålls årligen i juli sedan 2013. Stämman hålls i byn Ebbalycke i Sölvesborgs kommun. Till premiären spelade Anna Neah Deutgen sin nyskrivna Ebbalyckevalsen, som spelas varje år på stämman. Ljungbackastämman har även fått en polska tillägnad sig, kallad Ljungbackapolskan.

## Grundare
Stef Sigfalk, som bor i Schweiz, har spelat stråkinstrument sedan han var ett barn. Han har ägnat stora delar av sitt liv med att spela folkmusik runtom i Europa, och han leder just nu bandet Bow Triplets som är ett Irländskt-keltiskt folkmusikband.

## Musiker årsvis
Följande artister var huvudartister:
| År   | Artist                               | Övrigt                                                                    |
| ---- | ------------------------------------ | ------------------------------------------------------------------------- |
| 2013 |                                      | Premiären hade 300 besökare.                                              |
| 2014 | Åsa Jinder och Jonas Otter           | Jinder är riksspelman.                                                    |
| 2015 | Cajsa Stina Åkerström                | Vann Grammy 1995 med låten Fråga stjärnorna.                              |
| 2016 | Karin Nordberg och Ingrid Ekman      | Båda är riksspelmän.                                                      |
| 2017 | Gunnel Mauritzon                     | Dansbanan invigdes.                                                       |
| 2018 | Nils Wiberg, Per och Torbjörn Näsbom | Wiberg och T. Näsbom är riksspelmän.                                      |
| 2019 | Jenny Almsenius och bröderna Näsbom  | Almsenius har fått utmärkelsen Cornelis Vreeswijksällskapets Skrivarpris. |
| 2020 |                                      | Uppehåll på grund av Covid-19-pandemin.                                   |
| 2021 |                                      | Uppehåll på grund av Covid-19-pandemin.                                   |